# Heterogyrus
Heterogyrus is een geslacht van kevers uit de familie schrijvertjes (Gyrinidae).
Het geslacht is voor het eerst wetenschappelijk beschreven in 1953 door Legros.

## Soorten
Het geslacht omvat de volgende soort:
- Heterogyrus milloti Legros, 1953